# REScoop Vlaanderen
REScoop Vlaanderen est la coopérative énergétique pour les énergies renouvelables en Flandre, en Belgique.

## Histoire
Elle est fondée en 2011 à l'initiative de la coopérative énergétique flamande Ecopower. REScoop Vlaanderen est membre de la fédération européenne de coopératives pour les énergies renouvelables, REScoop.eu.
RESCoop signifie Renewable Energy Sources Cooperatives. Une coopérative est une association autonome de personnes unies volontairement pour répondre à leurs aspirations et besoins économiques, sociaux et culturels communs par le biais d'une entreprise détenue conjointement et contrôlée démocratiquement.
RESCoop Vlaanderen est composée de différentes coopératives énergétiques parmi lesquelles, Ecopower, BeauVent, Vent d'été, PajoPower, Energiris, CORE, Social Green Energy, Campina Energy, Bronsgroen.